# 里下河派
里下河派，即里下河文学流派，是中国当代的一个文学流派。对“里下河派”的界定，主要以汪曾祺《大淖记事》获得1981年全国优秀短篇小说奖为发端，此后在里下河地区逐渐形成的一批题材、风格、审美属性具有一定的相似性的文学流派。在里下河派中，既有汪曾祺、毕飞宇这样在当代文学史上具有重要地位的著名作家，也有费振钟、王干、汪政、吴义勤、何平等国内一流的优秀评论家方阵，这种独特的文学流派现象，在国内文学界并不多见。
里下河派远宗中国杰出的古典作家施耐庵为鼻祖。标志之一是施耐庵文学奖。

## 代表作家
- 汪曾祺
- 毕飞宇